# Северна звезда (филм)
„Северна звезда“ (на английски: North Star) е американски уестърн филм от 1996 г. на режисьора Нилс Гауп, по сценарий на Серхио Донати, и е базиран на едноименния роман от 1956 г., написан от Хенри Уилсън Алън. Във филма участват Джеймс Каан, Кристоф Ламбер, Катрин Маккормак, Бърт Йънг и Жак Франсоа.
Въпреки че е заснет в американския щат Аляска, той е заснет в Норвегия.